# VM i bandy 2007
Verdensmesterskabet i bandy 2007 var det 27. VM i bandy gennem tiden, og mesterskabet blev arrangeret af Federation of International Bandy. Turneringen blev afviklet i Kemerovo, Rusland i perioden 28. januar – 4. februar 2007. VM var opdelt i en A-turnering med seks hold og en B-turnering med seks hold.
Mesterskabet blev vundet af Rusland efter finalesejr over Sverige på 3-1. Det var Ruslands anden VM-titel i træk og fjerde i alt. Bronzemedaljerne gik for andet år i træk til Finland, som besejrede Kasakhstan med 5-4 efter golden goal i bronzekampen.

## A-VM
A-VM havde deltagelse af seks hold, som først spillede en indledende runde alle-mod-alle. Sejre gav 2 point, uafgjorte 1 point, mens nederlag gav 0 point. De fire bedste hold kvalificerede sig til semifinalerne, hvor nr. 1 mødte nr. 4 og nr. 2 spillede mod nr. 3. Taberne af semifinalerne mødtes i bronzekampen, mens vinderne spillede finale om verdensmesterskabet. Holdet, der sluttede på sidstepladsen i den indledende runde, spillede kvalifikationskamp til næste års A-VM mod vinderen af B-VM.

### Indledende runde
| Plac. | Hold         | Kampe | + Mål − | Point |
| ----- | ------------ | ----- | ------- | ----- |
| 1.    | Rusland      | 5     | 70-14   | 9     |
| 2.    | Finland      | 5     | 34-20   | 8     |
| 3.    | Sverige      | 5     | 56-21   | 7     |
| 4.    | Kasakhstan   | 5     | 33-37   | 5     |
| 5.    | Norge        | 5     | 23-55   | 2     |
| 6.    | Hviderusland | 5     | 11-80   | 0     |

### Finalekampe
| Dato                 | Kamp                 | Resultat |
| -------------------- | -------------------- | -------- |
| Semifinaler          |                      |          |
| 3.2.                 | Sverige - Finland    | 3-2•     |
| 3.2.                 | Rusland - Kasakhstan | 16-30    |
| Bronzekamp           |                      |          |
| 4.2.                 | Finland – Kasakhstan | 5-4•     |
| Finale               |                      |          |
| 4.2.                 | Rusland – Sverige    | 3-1      |
| Note                 |                      |          |
| • Efter golden goal. |                      |          |

## B-VM
B-VM havde deltagelse af seks hold, som først spillede en indledende runde alle-mod-alle. Sejre gav 2 point, uafgjorte 1 point, mens nederlag gav 0 point. Vinderen af B-VM's gruppespil spillede over to kampe mod gruppespillets nr. 2 om førstepladsen ved B-VM og retten til en oprykningskamp til A-gruppen mod nr. 6 fra A-VM. De resterende fire hold spillede placeringskampe om deres endelige placering ved B-VM.

### Indledende runde
| Plac. | Hold      | Kampe | Mål±  | Point |
| ----- | --------- | ----- | ----- | ----- |
| 1.    | USA       | 5     | 51-50 | 10    |
| 2.    | Letland   | 5     | 26-80 | 8     |
| 3.    | Ungarn    | 5     | 11-25 | 5     |
| 4.    | Holland   | 5     | 10-23 | 3     |
| 5.    | Mongoliet | 5     | 11-30 | 2     |
| 6.    | Estland   | 5     | 04-22 | 2     |

### Placeringskampe
| Dato                        | Kamp                | Resultat |
| --------------------------- | ------------------- | -------- |
| Kamp om 5.-pladsen          |                     |          |
| 1.2.                        | Estland - Mongoliet | 1-4      |
| 2.2.                        | Mongoliet - Estland | 2-2      |
| Mongoliet vinder 6-3 samlet |                     |          |
| Kamp om 3.-pladsen          |                     |          |
| 1.2.                        | Ungarn - Holland    | 1-3      |
| 2.2.                        | Holland - Ungarn    | 4-3      |
| Holland vinder 7-4 samlet   |                     |          |
| Kamp om 1.-pladsen          |                     |          |
| 1.2.                        | USA - Letland       | 5-0      |
| 2.2.                        | Letland - USA       | 2-6      |
| USA vinder 11-2 samlet      |                     |          |

## Kvalifikation til A-VM 2008
A-VM's nr. 6, Hviderusland, og vinderen af B-VM, USA, mødtes i en kvalifikationskamp om den sidste ledige plads ved næste års A-VM. Kampen blev vundet 9-1 af Hviderusland, som dermed sikrede sig endnu en sæson i A-gruppen.
| Dato | Kamp               | Resultat |
| ---- | ------------------ | -------- |
| 3.2  | Hviderusland - USA | 9-1      |